# Fierza
Fierza este un oraș din Albania. În 2015 a devenit parte a Tropojë. Conform recensământului din 2011, populația orașului era de 1607 locuitori.